# 聖地牙哥德查亞斯區
聖地牙哥德查亞斯區（西班牙語：Distrito de Santiago de Challas），是秘魯的一個區，位於該國西北部拉利伯塔德大區的帕塔斯省，始建於1987年6月18日，面積129.44平方公里，海拔高度3,300米，2005年人口2,925，人口密度每平方公里23人。